# 1. Football Club Femina
Il 1. Football Club Femina, conosciuto anche come 1. FC Femina o più semplicemente Femina, è una squadra di calcio femminile ungherese con sede nella città di Budapest.
Fondata nel 1970, è la squadra femminile più titolata d'Ungheria, con 10 campionati (Női Nemzeti Bajnokság I - Női NB I) vinti tra il 1988 e il 2008, in due occasioni per tre volte consecutive, 2000-03 e 2005-08. Grazie ai suoi risultati sportivi ha rappresentato l'Ungheria per sei volte nella UEFA Women's Cup, competizione internazionale per club in seguito nota come UEFA Women's Champions League, l'ultima nell'edizione 2008-2009, non superando tuttavia mai le prime fasi di qualificazione.
La squadra ha cambiato nel tempo numerose volte la propria denominazione:
- Femina SE
- III. kerületi TTVE – Femina
- Femina Észak-pesti ÁFÉSZ
- Tipográfia-Femina
- Femina FC
- Femina FC-Baumag
- Femina-Tüvati FC
- Meldetechnik-Femina FC
- Auto-Trader Femina
- 1. FC Femina

## Palmarès
- Campionato ungherese: 1

1988, 1991, 1996, 1997, 2001, 2002, 2003, 2006, 2007, 2008
- Coppa d'Ungheria: 1

1996